# Spadaccino (personaggio)
Spadaccino (Swordsman), è un personaggio dei fumetti pubblicato dalla Marvel Comics, di cui diversi protagonisti hanno indossato i panni.
- Il primo, il cui vero nome è Jacques Duquesne, è stato creato da Stan Lee (testi) e Jack Kirby (disegni) in collaborazione con Don Heck nel design del costume.
- Il secondo è un extraterrestre, l'Anziano dei Cotati, creato da Steve Englehart (testi) e Sal Buscema (disegni).
- Il terzo è Philip Jarvert dalla Terra-921, creato da Bob Harras (testi) e Steve Epting (disegni).
- Il quarto è un extraterrestre, l'Anziano dei Cotati, ma impostore, creato da Bob Harras e Terry Kavanagh (testi) e M.C. Wyman (disegni).
- Il quinto è Andreas von Strucker, personaggio creato da Chris Claremont (testi) e John Romita Jr. (disegni) che indossa per la prima volta i panni dello Spadaccino con Fabian Nicieza (testi) e Tom Grummett (disegni).

## Biografia dei personaggi

### Jacques Duquesne
Jacques Duquesne è cresciuto come un giovane privilegiato nella nazione (fittizia) del sud-est asiatico di Siancong, allora sotto il dominio francese. A differenza di suo padre e di altri residenti europei, Duquesne non aveva pregiudizi nei confronti dei nativi siancongesi e, dopo aver compiuto un atto di gentilezza per un servo indigeno, fu invitato a unirsi a una ribellione comunista contro il dominio francese. Come spadaccino in costume, Duquesne, immaginandosi un combattente per la libertà spavaldo, aiutò a liberare Siancong, solo per scoprire che il capo dei ribelli Wong Chu aveva ucciso suo padre. Devastato e disilluso, Duquesne lasciò Siancong per cercare l'avventura. Non si sa nient'altro degli inizi della carriera di Duquesne, ma alla fine si unì al Carson Carnival of Travelling Wonders; sebbene il suo gioco di spada lo rendesse una delle attrazioni principali del carnevale, gradualmente scese nel gioco d'azzardo e nell'ubriachezza, il suo idealismo giovanile a lungo dietro di lui.
Alla fine Duquesne, ormai sulla trentina o più, prese sotto la sua ala protettiva un giovane fuggiasco di nome Clint Barton e gli insegnò a usare le armi da taglio, mentre un altro artista, Trick Shot, insegnò a Barton il tiro con l'arco, in cui dimostrò di essere un maestro. Il giovane Clint si è imbattuto in Duquesne che aveva rubato del denaro al direttore del luna park per pagare un debito di gioco. Clint ha tentato di consegnare il suo mentore alla legge, ma è stato inseguito da Duquesne e picchiato. Prima che Duquesne potesse sferrare il colpo fatale, Trick Shot intervenne per salvare il ragazzo. Duquesne poi fuggì dal carnevale e adottò la sua abilità nella scherma per diventare un supercriminale in costume.
Anni dopo, lo Spadaccino tentò di unirsi ai Vendicatori (i cui membri includevano Clint Barton, ora noto come il supereroe Occhio di Falco) per sfruttare i vantaggi che derivano da un Avenger ID. Gli è stato rifiutato l'ingresso nella squadra, in gran parte a causa delle proteste di Occhio di Falco e del fatto che era ricercato in diversi stati, e ha minacciato di uccidere Capitan America dopo averlo catturato, ma gli altri sono stati in grado di salvarlo. Dopo aver fallito la prima volta, è stato accettato nei Vendicatori. Tuttavia, era segretamente un agente del Mandarino, che lo aveva teletrasportato nel suo castello prima che i Vendicatori potessero catturarlo, e ha creato una pseudo-immagine di Iron Man per raccomandare lo Spadaccino ai Vendicatori. Il Mandarino dotò anche la spada dello Spadaccino di poteri extra, come sparare fulmini artificiali, sebbene avvertì lo Spadaccino se fossero mai stati puntati su di lui che si sarebbero invertiti. Poco dopo essersi unito ai Vendicatori, lo Spadaccino rivelò le sue vere intenzioni e tradì la squadra, piazzando una bomba sui pannelli di controllo che poteva essere attivata tramite telecomando. Ben presto cambiò idea e tradì il mandarino per salvare i Vendicatori. Nonostante il suo eroismo, lo Spadaccino lasciò i ranghi dei Vendicatori, sapendo che il Mandarino ora sarebbe stato contro di lui.
Lo Spadaccino è tornato ad essere un supercriminale a noleggio e ha combattuto i Vendicatori in numerose occasioni. Sotto la guida di Vedova Nera, lo Spadaccino si unì all'originale Power Man e combatté contro la squadra di supereroi, catturandone quasi tutti i membri. Con Power Man, ha combattuto contro Capitan America come agenti del Teschio Rosso. Lo Spadaccino partecipò anche al tentativo del Mandarino di conquista del mondo, insieme ad altri criminali. In seguito ha combattuto di nuovo Capitan America, come membro della Brigata di Batroc, è stato impiegato da Testa d'Uovo dove ha combattuto Occhio di Falco (nella sua persona di Golia). Insieme a Power Man, lo Spadaccino si unì al gruppo di supercriminali Lethal Legion e combatté contro i Vendicatori. Alla fine, lo Spadaccino si riunì brevemente ai Vendicatori in una guerra contro Ares nell'Olimpo. Più tardi, ha incontrato Mantis, un'alleata dei Vendicatori, e poi si è unito ai Vendicatori dopo essersi segretamente innamorato di lei. Successivamente ha partecipato alla guerra tra Vendicatori e Difensori.
Nella sua ultima missione, Duquesne ha aiutato i Vendicatori nel conflitto che ha coinvolto la ricerca di Kang per la "Madonna celeste". Per facilitare i suoi piani, Kang aveva catturato i Vendicatori presenti in quel momento - Visione, Thor, Iron Man, Mantis, Scarlet Witch e la loro ospite Agatha Harkness - ma aveva lasciato lo Spadaccino perché lo considerava inutile. Umiliato ma determinato a mostrare a Kang il suo vero valore, lo Spadaccino ha rintracciato i Vendicatori prigionieri alla base della piramide di Kang a Giza, dove ha incontrato Rama-Tut, l'alter ego cronologico di Kang. Con il suo aiuto e l'assistenza di Occhio di Falco, che era appena tornato da un congedo, Spadaccino riuscì a liberare i suoi compagni Vendicatori. In seguito è stato rivelato che Mantis era in realtà la "Madonna celeste". Dopo che i piani di Kang furono sventati e decise di non lasciare la Madonna a nessun altro, lo Spadaccino sacrificò la sua vita intercettando l'esplosione di energia di Kang che era destinata a Mantis.
Mantis poco dopo sposò il maggiore degli alieni della Terra Cotati, che era risorto e possedeva il cadavere dello Spadaccino e gli aveva infuso una parte della propria coscienza. Mantis e Spadaccino ebbero un figlio insieme chiamato Sequoia che divenne il Messia Celeste. Dopo aver combattuto contro i Vendicatori, lo Spadaccino posseduto da Cotati crollò in polvere.
Durante la trama della Guerra del Caos, Spadaccino è tra gli eroi deceduti rilasciati da Plutone per difendere gli Inferi da Amatsu-Mikaboshi. Tornato sulla Terra, lo Spadaccino si unisce a una squadra di Vendicatori "morti", guidati da Mar-Vell, che si impegnano a proteggere i loro compagni di squadra privi di sensi dal Sinistro Mietitore. Dopo la battaglia rimasero solo lo Spadaccino e il Calabrone (Rita DeMara).
Nella "Road to Empyre", il più anziano dei Cotati della Terra che usa ancora il corpo dello Spadaccino e Sequoia è riapparso nell'Area Blu della Luna dopo che l'area ricca di ossigeno è stata rivitalizzata. Chiedono l'aiuto dei Vendicatori per evitare un altro massacro di Cotati da parte dell'Alleanza Kree/Skrull. Tuttavia, emerge rapidamente che i Cotati stanno ingannando i Vendicatori e cercano di sterminare tutta la vita basata sulla "carne", a cominciare dall'umanità. Lo Spadaccino viene affrontato in Wakanda dalla Pantera Nera, che lo distrugge.

### Anziano Cotati
L'anziano Cotati era uno dei Cotati immobili portati sulla Terra dai Sacerdoti di Pama e piantati all'interno di un tempio in Vietnam.
Dopo la loro battaglia con Kang il Conquistatore, i Vendicatori portarono il corpo di Spadaccino al tempio dove Mantis era cresciuta. Lì, l'anziano Cotati fece rivivere il cadavere di Spadaccino per sposare Mantis, poiché era la "Madonna Celeste" destinata. Mentre i Vendicatori viaggiavano indietro nel tempo per risolvere il mistero del passato di Mantis, i Cotati che possedevano il corpo di Spadaccino incontrarono la Bilancia e aspettarono il suo ritorno. Quando i Vendicatori tornarono, arrivò anche Dragoluna e spiegò alle parti coinvolte la profezia della Madonna Celeste. Mentre stava per fare la proposta a Mantis, Kang interferì e cercò di rapirla. Per fortuna, Immortus salvò Mantis e la sostituì con un Fantasma dello Spazio. Mentre si preparavano a sposarsi, scoprirono che anche Visione aveva fatto la proposta nuziale a Scarlet Witch e fu deciso di fare un doppio matrimonio. Dopo il loro matrimonio entrambi si trasformarono in pura energia e lasciarono la Terra per accoppiarsi, mentre i loro corpi rimasero indietro, lasciando che i sacerdoti seppellissero i loro corpi. Tuttavia, mentre era su Tamal, lo Spadaccino fu espulso e non riuscì a connettersi al collettivo Cotati, perché i ricordi del suo ospite umano gli avevano cambiato idea, cosa che lo lasciò arrabbiato.
Dopo aver dato alla luce un baccello che sarebbe diventato Sequoia, Mantis fu costretta ad andarsene, poiché lo Spadaccino e i Cotati sentivano di essere più adatti a crescere il loro figlio, il "Messia Celeste" da solo su Tamal. Dopo che lei e la sua squadra, i Vendicatori della costa occidentale, sono tornati al tempio del Vietnam, Spadaccino è tornato nel suo corpo umano e dopo aver combattuto la squadra, ha ucciso il corpo vegetale di Mantis permettendole di tornare al suo corpo. Quando la forza vitale aliena del Cotati successivamente lasciò la sua forma ospite, il corpo dello Spadaccino si disintegrò. Quando Mantis andò alla ricerca di suo figlio, i Cotati e i sacerdoti di Pama andarono in una piramide dove si allearono con Kang. Dissero a Mantis e ai suoi alleati, i Fantastici Quattro e Silver Surfer di abbandonare la sua ricerca per recuperare suo figlio. Gli eroi si rifiutarono, non volendo che suo figlio crescesse fino a diventare un essere senza emozioni come gli altri Cotati, e combatterono contro i Cotati e i Preti. Quando Mantis iniziò a combattere i Cotati con i suoi poteri psichici che aveva appreso dai Sacerdoti, i Cotati fuggirono nel loro regno di pensieri puri con il baccello, con la psiche di Mantis che lo seguiva poco dopo aver lasciato il suo corpo ancora una volta.
Poiché Mantis non è riuscita a riunirsi con suo figlio, Quoi è diventato arrogante e costantemente arrabbiato, dal momento che gli mancava l'amore materno durante la sua vita. Quando Thanos iniziò una missione per distruggere Quoi, Mantis, insieme ai Vendicatori, andò sul pianeta Tamal per proteggerlo dal supercattivo. Dopo che lo scagnozzo di Thanos, Raptra, è riuscito a rapire Quoi, i Cotati e lo Spadaccino si sono rivolti ai Vendicatori poiché credevano che fossero la ragione della sua scomparsa. Gli eroi hanno cercato di difenderli, il che ha portato lo Spadaccino a disperdersi durante il combattimento.
Quoi alla fine tornò a Tamal, mentre Spadaccino si riformò. Mentre suo figlio è stato accolto nel collettivo Cotati, lo Spadaccino si è trovato ostracizzato a causa della sua natura semi-umana. Ciò contribuì all'odio di sé dello Spadaccino, che si manifestò come un crescente disprezzo per la vita animale, che lo Spadaccino considerava selvaggi predoni. Nel disperato tentativo di liberarsi del suo io umano, lo Spadaccino ingannò Quoi per accompagnarlo al tempio dei Sacerdoti di Pama dove la sua forma originale risiedeva accanto a un bosco di Cotati, fingendo di voler semplicemente riportare la spada dello Spadaccino originale nella sua tomba. Dopo aver rivelato le sue vere intenzioni e essersi fuso con la sua forma originale nonostante il dolore di Quoi, il riposo dello Spadaccino fu interrotto quando un gruppo di lavoratori Alchemax abbatté il boschetto. Spadaccino si staccò dalla sua forma originale e uccise gli operai, inorridito dal fatto che fosse l'unico sopravvissuto del boschetto. Questo episodio indusse Quoi ad abbracciare la posizione dello Spadaccino contro la vita animale.
Lo Spadaccino alimentò ulteriormente il ritrovato odio di Quoi per la vita animale raccontandogli del massacro dei suoi antenati per mano dei Kree nell'incidente che scatenò la guerra Kree/Skrull. Per questo motivo, Quoi ha portato i Cotati a prendere di mira le due specie. Quoi e lo Spadaccino svilupparono un fiore potenziatore di potere chiamato Fiore della Morte, in grado di estendere la portata dei poteri di controllo delle piante dei Cotati. La loro sperimentazione del Fiore della Morte nel territorio di Skrull e Kree ha allertato entrambi gli imperi, spingendoli a mettere da parte le loro differenze e stabilire l'Alleanza, che è stata guidata dalla sua figura di riferimento, Hulkling. Le forze di Cotati convergono nell'Area Blu della Luna, dove coltivano un giardino per piantare un Fiore della Morte. Con l'Alleanza che accelera verso la Terra, i Cotati si sono rivolti ai Vendicatori, usando la loro finzione pacifista per guadagnare la loro fiducia e ottenere la loro protezione dall'Alleanza. L'intervento dei Vendicatori e dei Fantastici Quattro quando arrivò l'Alleanza diede ai Cotati abbastanza tempo per far sbocciare il Fiore della Morte, il che diede a Quoi abbastanza potere da paralizzare la flotta da guerra dell'Alleanza e lanciare un'invasione sulla Terra.
I Cotati concentrarono le loro forze militari in Wakanda, poiché il loro obiettivo finale era piantare un Fiore della Morte nel suo terreno arricchito di Vibranio per aumentare i poteri di Quoi a un livello cosmico. Una volta che le difese di Wakanda furono violate, lo Spadaccino e Quoi arrivarono per piantare il tulipano. Furono rapidamente intercettati da un contingente di eroi della Terra e dalle forze dell'Alleanza. La svolta nelle sorti della battaglia spinse lo Spadaccino a tenere Quoi puntato sulla spada nel tentativo di scappare, mostrando la sua vera malvagità, scioccando i soldati di Cotati. Lo Spadaccino è stato pugnalato da Pantera Nera usando la Star-Sword di Hulkling, e poi impalato nel Fiore della Morte, distruggendo entrambi.

## Altre versioni del personaggio

### Philip Jarvert (Terra-921)
È il terzo Spadaccino della Terra 921, inizialmente membro dei Raccoglitori di Proctor (una serie di doppi dimensionali di vari eroi provenienti da terre distrutte dalle varie controparti di Sersi), assieme alla compagna Magdalene si oppone al gruppo e viene ferito da Anti-Visione. Ripresosi, per un periodo abbastanza lungo opera nei Vendicatori abitando in un'elegante abitazione messagli a disposizione da Iron Man. Sopravvissuto all'apparente distruzione del gruppo durante gli eventi di Onslaught, opera come vigilante indipendente assieme a Magdalene. Compiuta un'ulteriore missione assieme a un nutrito gruppo di Vendicatori (quelli appena ritornati dal Rinasciverso e tutti gli altri ex-elementi ancora attivi) infine "migra" con Magdalene nel Multiverso, non sentendo la Terra-616 come sua patria.

### Spadaccina
La Spadaccina appare come membro della squadra di supereroi europea conosciuta come Euroforce. In seguito si scopre che è Marjorie, la figlia parigina illegittima dello Spadaccino.

### Spadaccino Malvagio
In seguito appare un nuovo spadaccino, che brandisce una katana in lega di vibranio e afferma di aver ereditato il mantello di Jacques Duquesne. Tenta di estorcere denaro alla città di Sauga River minacciando di inondarla, ma viene sconfitto da Capitan America.

## Altre versioni

### Marvel Zombi
Uno Spadaccino zombificato viene visto attaccare e divorare Magneto. Dopo la sconfitta di Magneto, Spadaccino fa un altro cameo. Ha quindi tentato, senza successo, di uccidere i Fantastici Quattro dell'Universo Finale, finendo con lui temporaneamente accecato da Ultimate Invisible Woman. E tentò anche di uccidere Silver Surfer, anche se senza successo; è stato ucciso quando è stato letteralmente fatto a pezzi dall'energia del Potere Cosmico.

### Heroes Reborn
Una versione dello Spadaccino appare come un nativo del mondo "Heroes Reborn", creato da Franklin Richards. Lui e il suo mondo sono stati creati dopo che i Vendicatori sono "morti" combattendo contro Onslaught. Questa versione di Spadaccino brandiva la Lama d'Ebano del Cavaliere Nero. Quando i Vendicatori incontrarono e combatterono contro Kang e Mantis, Swordsman sembrava ricordare la sua vita precedente nonostante fosse un costrutto creato da Franklin. Questa versione in seguito ha adottato le sembianze di Deadpool.

### House of M
Nella realtà House of M, lo Spadaccino era un membro dell'organizzazione criminale Dragons di Shang-Chi, insieme a Colleen Wing, Mantis, Zaran e Machete. È stato ucciso da Bullseye quando i Dragons sono caduti in un'imboscata dagli assassini di Kingpin.

## Altri media

### Televisione
Una versione del personaggio, interpretato dall'attore statunitense Tony Dalton, è apparso nella serie televisiva su Occhio di Falco in sviluppo per la piattaforma Disney+. In tale trasposizione, l'alter ego dell'eroe mascherato è Jack Duquesne, come confermato in un articolo del sito web della rivista Variety.

### Videogiochi
Lo Spadaccino compare come personaggio sbloccabile e giocabile all'interno di LEGO Marvel's Avengers.